# Тиглат-Пилесар III
Тиглат-Пилесар III  је био истакнути краљ Асирије у 8. веку пре нове ере. Владао је од 745. п. н. е. до 727. п. н. е.. Сматра се оснивачем Неоасирског царства. Освојио је већину света познату тадашњим Асирцима. У Библији се води под именом Фул.

## Порекло
Био је генерал који је преузео трон Асирије од два легитимнија претходника. У натписима је себе звао сином Ададнирарија III, али није извесно да је то тачно. Преузео је трон услед грађанског рата 745. п. н. е.

## Владавина
Као резултат војних реформи Тиглат Пилесара и његових освајачких похода, јако је повећана моћ Асирије на Блиском истоку. Чим је дошао на трон, 745. године је анексирао делове Вавилоније. Већ прве године власти победио је Урарту, чија хегемонија се протезала до северне Месопотамије и Сирије. Победио је и Међане. Где год би победио постављао је своје еунухе за гувернере градова или провинција. 
Кренуо је у походе против неохетита, Сирије и Феникије. Након три године опсаде заузео је, 740. п. н. е. Арпад, анексирао га и поставио једног од својих еунуха за гувернера. Покорио је и Хамат па су били присиљени плаћати данак. 
У петој години власти 739. п. н. е. победио је краља Јудеје, Азаријаха. Филистеју је освојио 733. п. н. е., а Дамаск је уништио 732. п. н. е., када је окупирао и већину Израела. Северни делови Израела, тј. Самарија је тада постала асиријска провинција. Према краљевским натписима, већина становника је депортована у друге делове царства, што је била уобичајена пракса његових претходника. 
Октобра 729. п. н. е. преузео је потпуну контролу над Вавилоном, заробио вавилонског краља Набумукинзерија и крунисао се као краљ Вавилона.

## Библијски записи
Библија описује, како је Тиглат Пилесар III изнудио од краља Менајима од Израела 1000 талената сребра и да је победио његовог наследника Пекаха. Пеках су удружио са краљем Арамејаца Резином против Ахаза, краља Јудеје. Ахаз је молио Тиглат Пилесара да му помогне. Тиглат је заузео Дамаск и убио Резина, а Арамејце је депортовао у Кир. Такође је заузео горњу половину Израела и депортовао је Реубените, Гадите и Манасејце. Иако је био у савезу са Ахазом и њему је направио извесне невоље.

## Успостављање Другог асиријског царства
Његова освајања су утабала пут успостављању Другог асиријског царства. Саградио је краљевску палату у Нимруду, коју је касније Асархадон уништио. Зидови његове палате били су са исцртани барељефима, који су представљали царске анале.
Наследио га је син Шалманасар V.

## Реформе
Након доласка на трон започео је са неколико реформи различитих сектора асиријске државе, чиме је успео да оживи асиријску хегемонију на Блиском истоку.
Најпре је умањио моћ највиших асирских функционера, који су чак водили властите походе, подизали властите стеле, а да уопште нису спомињали краља. Започео је постављати еунухе за гувернере провинција. На тај начин је спречавао да власт над провинцијом постане ствар династије. Моћ функционера је смањио и смањивањем величине провинција, па је на тај начин смањивао средства са којима су располагали у случају започињања побуне. Било је више провинција и више гувернера, али гувернери су били мање моћни. 
Друга велика реформа је била реформа војске. Дотад је постојала велика асиријска војска, која је углавном лети ишла у поход. Тиглат Пилесар је укључио велики број поробљених народа у своју војску. Покорени народи би чинили пешадију, а Асирци би чинили коњицу и посаду борних кочија. Као резултат војне реформе добио је много већу војску, која је могла ратовати током читаве године.